# I Believe (canção de Joe Satriani)
I Believe é uma canção de rock do guitarrista virtuoso Joe Satriani, sendo sua única balada que não é instrumental.
I Believe foi escolhida como o 4º single do álbum Flying in a Blue Dream, de 1989. Por conta disso, Satriani gravou um videoclipe para ela, que está presente no documentário The Satch Tapes, que reúne os clips da carreira do guitarrista lançados até então. A canção teve um relativo sucesso, alcançando a posição n.36 da Billboard Hot Mainstream Rock Tracks.
No dia 30 de janeiro de 1990, Satriani a performou, em formato acústico, no MTV Unplugged - Stevie Ray Vaughan & Joe Satriani. Aliás, sua participação neste episódio foi uma exigência da MTV para que ela passasse o videoclipe desta canção em sua programação. Nas palavras do Satriani, "uma chantagem da emissora".
Perguntado sobre a inspiração dessa canção, Satriani disse o seguinte: "Foi um período difícil na minha vida, onde meu pai estava falecendo e eu estava lutando para terminar o disco Flying in a Blue Dream. Na verdade, eu estava escrevendo outras músicas que eram instrumentais para o álbum. Eu fazia pausas nesses períodos, pegava o violão e começava a tocar música. Havia uma grande pintura em nosso apartamento que uma amiga da minha esposa  havia feito. Ela havia trabalhado o rosto da minha esposa nessa figura, e eu costumava olhar bastante para isso quando fazia uma pausa no trabalho no álbum. Então eu escrevi uma música sobre como a vida é difícil, mas como, no final das contas, você tem esperança e pode mudar as coisas para melhor. Na verdade, tratava-se de escrever aquela música e olhar aquela foto".

## Faixas do Single
Single de 1990
1. I Believe (Radio Edit)
2. I Believe (LP Version)

Single de 1994
1. I Believe (Edit)
2. I Believe (Album Version)
3. I Believe (Acoustic)

## Críticas
Para o crítico musical Grant Moon, do site loudersoun, a performance vocal de Satriani nessa canção foi "razoável". O próprio Satriani concorda com essa crítica, afimando: "Acho que todo mundo sabia que não era a voz de um cantor de verdade, mas estava tudo bem. É apenas Joe se divertindo".

### Desempenho nas Paradas Musicais
| Ano  | Ranking                              | Desempenho | Ref.         |
| 1990 | Billboard Hot Mainstream Rock Tracks | #36        | [ 6 ] [ 16 ] |